# Літургія апостола Якова

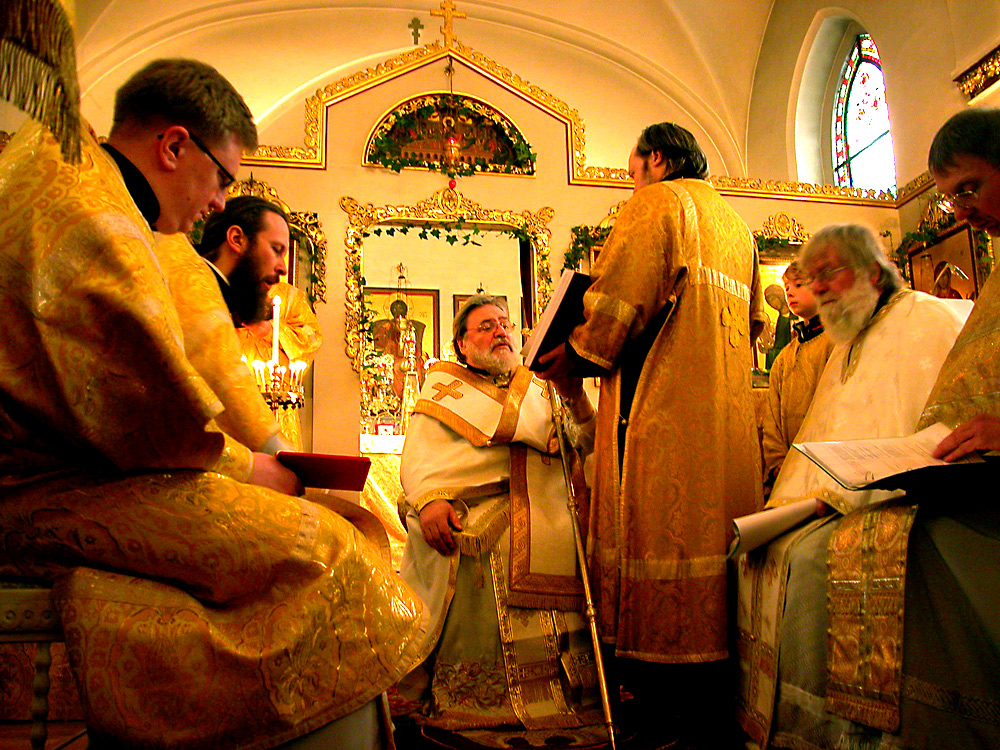
Православний єпископ Лонгін (Таліпін), тримаючи патерису (круазьє), головує на відправленні літургії св. Якова в Дюссельдорфі, Німеччина.

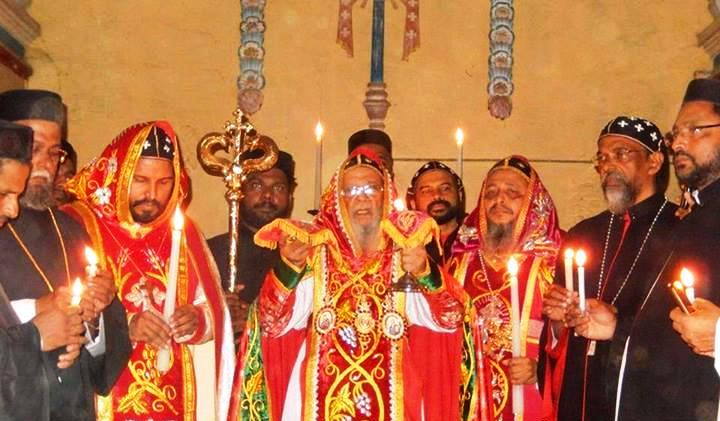
Західний сирійський Rite літургія Jacobite сирійської християнської церкви утримує paterissa (Крозьє)

Літургія святого Якова — це форма християнської літургії, яку використовують деякі східні християни візантійського та західно-сирійського обряду. Це найдавніша повна форма східнохристиянських літургій і заснована на традиціях давнього обряду Єрусалимської церкви, як це випливає з містагогічних катехиз Кирила Єрусалимського. Формуючи історичну основу Антіохійської літургії, вона досі є основною літургією Сирійської православної церкви, Маланкарської православної сирійської церкви, Сирійської католицької церкви, Сиро-маланкарської католицької церкви та Маронітської церкви. Також його іноді використовують у Східній православній церкві та Мелькітській греко-католицькій церкві. Сирійська церква Маланкари Мар-Томи використовує реформований варіант цієї літургії, пропускаючи молитви про Покрову до святих.
Літургія пов'язана з ім'ям Якова Праведного, брата Ісуса та патріарха серед єврейських християн в Єрусалимі. Святий Яків зазнав мученицької смерті від натовпу, розгніваного його проповіддю про Ісуса та його «проступком Закону» — звинуваченням, висловленим єврейським Первосвящеником того часу Ханан бен Хананом.
Історичні християнські літургії розділені між східним та західним звичаями. Серед східних літургій Літургія святого Якова є однією з літургій Антіохійського обряду; інші включають Літургію святого Василія та Літургію святого Івана Золотоустого. Літургії, приписані святому Івану Золотоустого та Василію, є найбільш широко використовуваними сьогодні усіма християнами візантійського обряду, включаючи східно-православну, лютеран візантійського обряду та деякі східно-католицькі церкви.

## Рукописна традиція
Літургія святого Якова вважається найстарішою літургією, що збереглася, розробленою для загального використання в Церкві. Дата її складу досі залишається спірною, але більшість органів влади пропонують дату четвертого століття для відомої форми, оскільки анафора, здається, була розроблена з давньоєгипетської форми базиліанської анафоричної родини, об'єднаної з анафорою, описаною в «Катехизисах» св. Кирило Єрусалимський.
Найдавніший рукопис — це кодекс ІХ століття, Vaticanus graecus 2282, який використовувався у літургії в Дамаску в Антіохійській єпархії.
Єдиним критичним виданням є видання, опубліковане Dom B.-Charles Mercier у Patrologia Orientalis, vol. 26 (1950).

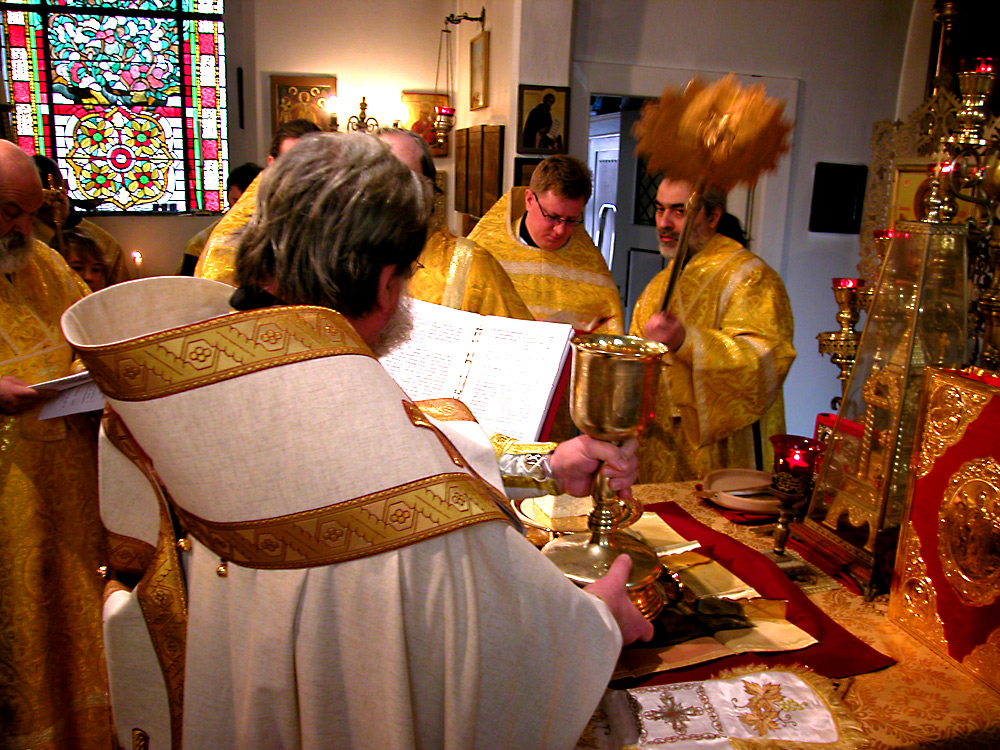
Єпископ підносить чашу, в той час як диякон роздуває Дари рипідієм.

## Музична анотація
Гімнографи ранньої церкви складали як слова співаних молитов, так і тони музичної гами, які співались в одному кодексі для певної громади. Анотація була записана в тісному відповідності до тексту (для зразків кодексів, див. Ті зібрані північноамериканським греко-православним монастирем Святого Антонія в Аризоні) з номери, що вказують мелодійні тони та їх тривалість, що використовувались до прийняття Західна система штатів і штатів затвердилася в середньовічні часи. У тих громадах, які відправляють богослужіння на сирійській мові, номери є дзеркальними відбитками тих, що використовувались автономною Грецькою та Слов'янською православною церквами та писалися та читалися справа наліво відповідно до сирійської писемності молитовних текстів.
В англійському Гімналі представлено аранжування Ральфа Вогана Вільямса 1906 року з англійських віршів херувімського гімну співу Offertory (див. Вище) на мелодію французької народної мелодії Picardy. Гімн, відомий як «Хай мовчить вся смертна плоть», також популярний у римсько-католицькому латинському обряді як альтернатива розмовному причасному антифону.

## Подальше читання
- LH Dalmais, Східні літургії (1960)
- Ерік Сегельберг, Έὺχῂ τοῦ Θυμιάματος. До історії молитви на Літургії св. Якова ". В: Έὑχαριστῄριον, Τιμητικὸς τὁμος ἐπί τή 45ετηρίδι έπιστημόικης δράσεως і caca τῇ 35ετηρίδι τακτικῆς ααηη. Σ. Άλιβιζάτου. Афіни 1958 р., Передрук у Сегельберзі, Гностика - Mandaica Liturgica. "" (Acta Universitatis Upsaliensis. Historia Religionum 11. ) Уппсала 1990.